# 1892
1892 (MDCCCXCII) byl rok, který dle gregoriánského kalendáře započal pátkem.

## Události
Česko

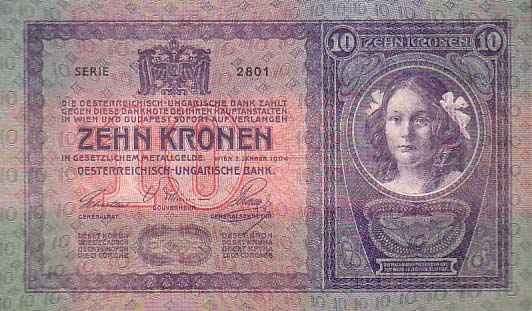
Rakousko-uherská bankovka v hodnotě 10 korun

- 31. května – V příbramském Mariánském dole zahynulo 319 horníků.
- 2. srpna – Zavedení koruny jako platidla na území Rakouska-Uherska.
- Založen Akademický cyklistický odbor Slavia, 1896 jeho členové ustavují fotbalový odbor – předchůdce dnešního SK Slavia Praha.
- 2. listopadu – Byl založen první sportovní klub Slavia Praha

Svět
- 1. ledna – Ostrov Ellis Island v New Yorku začal fungovat jako přistěhovalecká stanice pro imigranty do USA.
- 27. února – Rudolf Diesel podal patent na vznětový motor
- Peugeot jako první použil u benzinem poháněného automobilu celogumové pneumatiky.
- Založeny anglické fotbalové kluby Newcastle United FC a Liverpool FC.

## Vědy a umění
- 22. října – První koncert Českého kvarteta, složeného z absolventů pražské konzervatoře: první housle Karel Hoffmann, druhé housle Josef Suk, viola Oskar Nedbal, violoncello Otto Berger.
- 18. prosince – V Petrohradu měl premiéru balet Louskáček
- Ruský vědec Dmitrij Ivanovskij popsal první virus.
- V malém americkém městě La Porte postavil Almon Strowger první automatickou telefonní ústřednu.

## Sport
- 23. listopadu – Pierre de Coubertin představuje plán na znovuobnovení olympijských her na Union des Sociétés Françaises de Sports Athlétiques AGM

## Knihy
- Arthur Conan Doyle – Dobrodružství Sherlocka Holmese
- Karel May – Červenomodrý Metuzalém
- Karel May – Ve stínu padišáha
- Jules Verne – Tajemný hrad v Karpatech
- Jules Verne – V pustinách australských

## Narození

### Česko

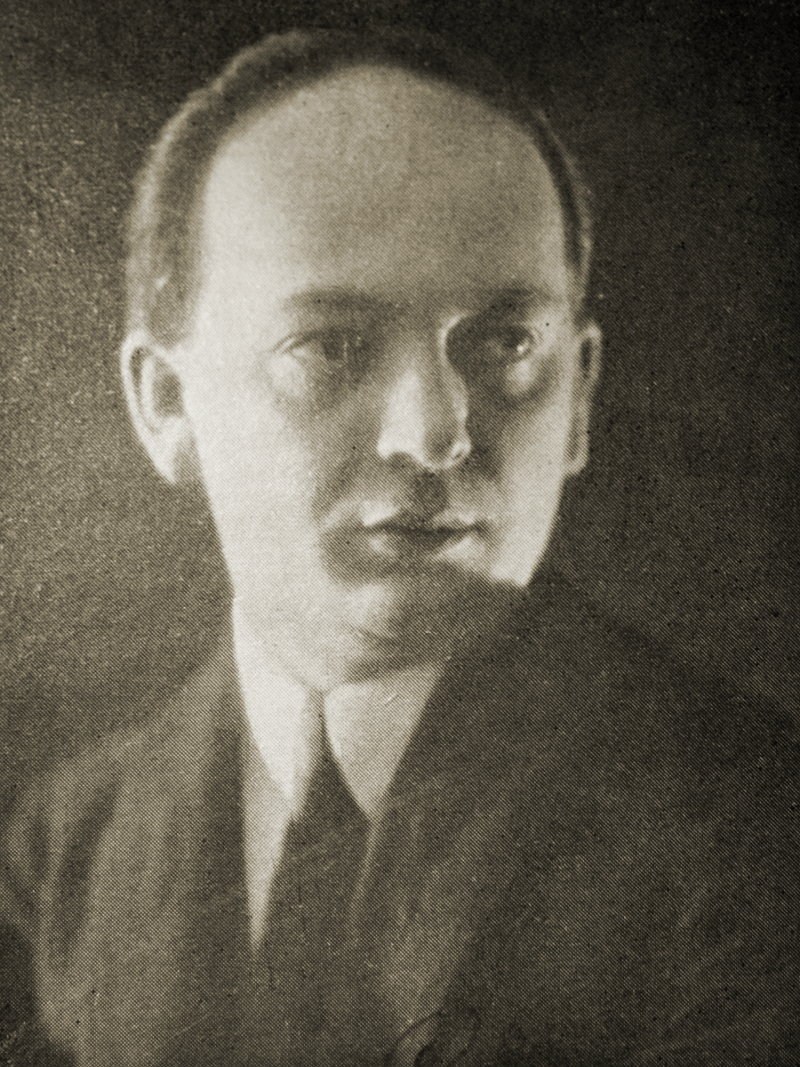
Josef Skupa (* 16. ledna; loutkoherec)

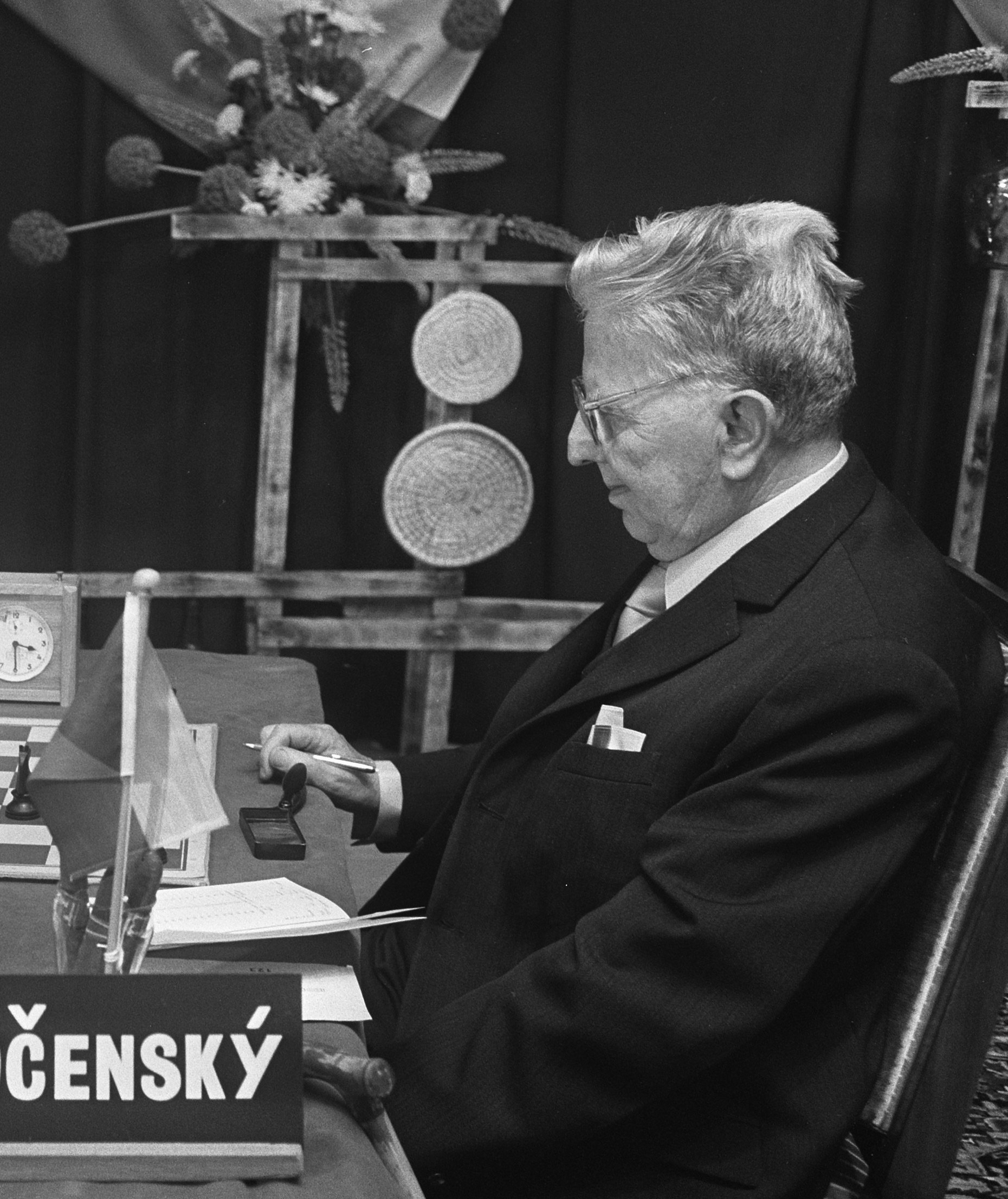
Karel Opočenský (* 7. února; šachista)

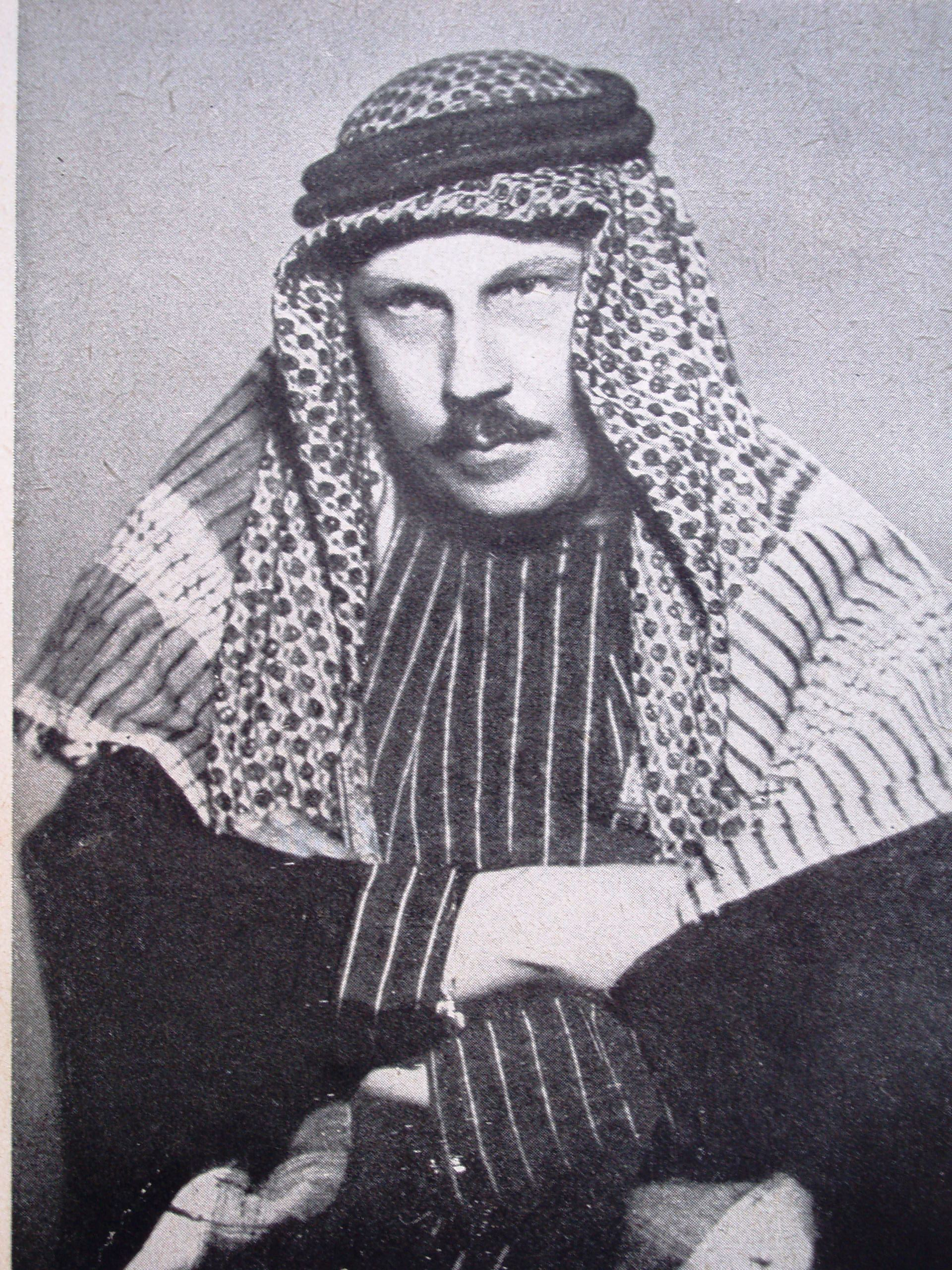
Václav Zelenka (* 11. února; cestovatel)

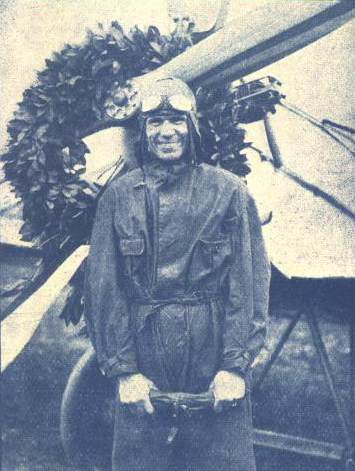
Alois Vicherek (* 20. června; letec)

- 02. ledna – Albína Dratvová, filozofka († 1. prosince 1969)
- 05. ledna – Hans Jelen, právník a hudební skladatel († 1. dubna 1977)
- 15. ledna – Bedřich Feuerstein, architekt a scénograf († 10. května 1936)
- 16. ledna – Josef Skupa, loutkoherec († 8. ledna 1957)
- 17. ledna – Josef Ejem, československý odbojář, generál a komunistický politik († 29. září 1957)
- 24. ledna
  - Zdeněk Frankenberger, lékař, histolog, embryolog, patolog a přírodovědec († 12. ledna 1966)
  - Josef Kodíček, režisér, dramaturg, divadelní kritik a překladatel († 3. listopadu 1954)
- 25. ledna – Václav Karel Vendl, historik umění († 8. března 1957)
- 04. února – Josef Jiříkovský, sochař a medailér († 10. listopadu 1950)
- 05. února – Jacques Groag, architekt a interiérový návrhář, původem z Moravy († 28. ledna 1962)
- 07. února – Karel Opočenský, šachový mezinárodní mistr († 16. listopadu 1975)
- 11. února – Václav Zelenka, cestovatel, orientalista a hudebník († 19. září 1979)
- 13. února – Marian Schaller, převor Emauzského kláštera v Praze, oběť komunismu († 20. března 1955)
- 14. února – Radola Gajda, fašistický politik († 15. dubna 1948)
- 25. února – Adam Kříž, legionář, odbojář a spisovatel († 13. března 1945)
- 28. února – Otto Rothmayer, architekt († 24. září 1966)
- 12. března – Joža Vochala, folklorista a muzejník († 26. dubna 1965)
- 22. března – Karel Poláček, spisovatel, novinář a filmový scenárista († 21. ledna 1945)
- 23. března – Lev Prchala, generál a exilový politik († 11. června 1963)
- 24. března – Marie Fischerová-Kvěchová, malířka a ilustrátorka († 2. června 1984)
- 04. dubna
  - Fritz Aurich, matematik († ?)
  - Oldřich Blecha, hudební skladatel († 14. srpna 1951)
- 10. dubna – Adolf Sigmund, lékař-radiolog, průkopník rentgenové diagnostiky († 12. července 1934)
- 21. dubna – Jaroslav Kvapil, klavírista, dirigent, hudební skladatel a pedagog († 18. února 1958)
- 26. dubna – Ludmila Hořká, spisovatelka, publicistka a folklóristka († 6. října 1966)
- 02. května – Emilie Paličková, textilní výtvarnice a krajkářka († 23. července 1973)
- 07. května – Antonín Moudrý, architekt († 3. května 1948)
- 10. května – Jan Weiss, spisovatel († 7. března 1972)
- 14. května – Felix Petyrek, rakouský klavírista, hudební skladatel a pedagog českého původu († 1. prosince 1951)
- 15. května – Jan Obenberger, profesor entomologie na Karlově univerzitě v Praze († 30. dubna 1964)
- 24. května – Jan Berlík, pěvec-tenorista († 27. prosince 1972)
- 28. května – Karel Karas, malíř († 29. července 1969)
- 31. května – Bohuslav Reynek, básník, překladatel a grafik († 28. září 1971)
- 03. června – Hermann Abeles, pražský, německy hovořící architekt († 1941)
- 20. června
  - Rudolf Jelínek, podnikatel († 29. září 1944)
  - Alois Vicherek, vojenský letec († 15. ledna 1956)
- 23. června
  - Alfred Fuchs, spisovatel, novinář a překladatel umučený nacisty. († 16. února 1941)
  - Jaromír Smutný, legionář, kancléř prezidenta Edvarda Beneše a diplomat († 16. července 1964)
- 27. června – Jaroslav Krejčí, předseda protektorátní vlády († 18. května 1956)
- 28. června – Ladislav Moulík, tělovýchovný pracovník a člen sokola, účastník druhého odboje († 6. března 1942)
- 02. července – Přemysl Koblic, fotograf a chemik († 19. listopadu 1955)
- 09. července – Jaroslav Hrbek, legionář a československý generál († 19. ledna 1973)
- 12. července – Jan Harus, československý politik, ministr († 15. září 1967)
- 15. července – Jaroslav Arnošt Trpák, novinář, redaktor, prozaik, překladatel († ? 1968)
- 23. července – Vojtěch Krch, architekt († 10. listopadu 1966)
- 25. července – Jiří Havelka, československý právník a politik, protektorátní ministr dopravy († 5. června 1964)
- 28. července – Franz Janowitz, rakouský a český německy píšící básník († 4. listopadu 1917)
- 30. července – Vratislav Vycpálek, hudební vědec, skladatel a folklorista († 9. října 1962)
- 15. srpna – Julius Komárek, profesor zoologie, spisovatel († 7. února 1955)
- 21. srpna – Julie Moschelesová, geografka († 7. ledna 1956)
- 22. srpna – Táňa Hodanová, herečka a divadelní režisérka († 4. června 1982)
- 26. srpna – Josef Rejsek, chirurg a urolog († 29. února 1936)
- 29. srpna – Bedřich Mendl, historik († 28. září 1940)
- 7. září – Marie Anežka von Coudenhove-Honrichs, řeholnice Kongregace sester těšitelek Božského Srdce Ježíšova († 21. dubna 1977)
- 9. září
  - Vojtěch Sedláček, malíř († 3. února 1973)
  - Vladimír Hašek, archivář († 21. listopadu 1968)
- 14. září – Jiří Julius Fiala, hudební skladatel, herec a dirigent († 3. srpna 1974)
- 18. září – Václav Binovec, filmový scenárista a režisér († 29. února 1976)
- 21. září – Antonín Janda-Očko, československý fotbalový reprezentant († 21. ledna 1960)
- 26. září – Václav Nosek, komunistický politik, ministr vnitra († 22. července 1955)
- 03. října
  - Marie Marčanová, překladatelka († 3. září 1979)
  - Otto Zucker, pražský architekt († 29. září 1944)
- 13. října – Štefan Fencik, ministr autonomní vlády Podkarpatská Rusi († 1945)
- 17. října – Otakar Jeremiáš, hudební skladatel a dirigent († 5. března 1962)
- 20. října – Josef Dostál, archivář a překladatel († 26. února 1955)
- 21. října – Jan Šoupal, hudební skladatel, sbormistr a dirigent († 25. listopadu 1964)
- 26. října – Jarmila Urbánková, herečka († 21. července 1979)
- 05. listopadu – Otakar Zítek, operní režisér, hudební skladatel a spisovatel († 28. dubna 1955)
- 08. listopadu
  - Šimon Drgáč, československý generál, legionář, náčelník Hlavního štábu čs. branné moci († 28. června 1980)
  - Bohumír Halouzka, varhaník, hudební skladatel a pedagog († 8. května 1983)
- 11. listopadu – Arnošt Schwarzenberg, kníže z orlické větve rodu Schwarzenbergů († 1979)
- 23. listopadu – Otakar Švec, sochař († 4. dubna 1955)
- 25. listopadu – Leopold Heyrovský, právník a entomolog († 29. června 1976)
- 26. listopadu – Otakar Haering, spisovatel († 15. října 1951)
- 02. prosince – Robert Pražák, československý gymnasta, tři stříbrné medaile na OH 1924 († 16. května 1966)
- 06. prosince – Arnošt Kolman, matematik a marxistický filozof († 22. ledna 1979)
- 23. prosince – Emanuel Vajtauer, československý nejprve levicový novinář, posléze kolaborant († ?)
- 28. prosince – Otto Ušák, český malíř a přírodovědný ilustrátor († 3. září 1957)
- 30. prosince – Jaromír Fiala, hudební pedagog, spisovatel, překladatel a skladatel († 15. května 1967)0

### Svět

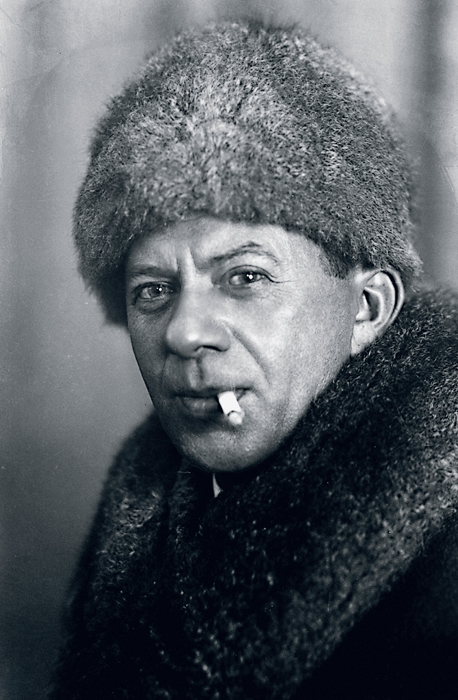
Iosif Berman (* 17. leden)

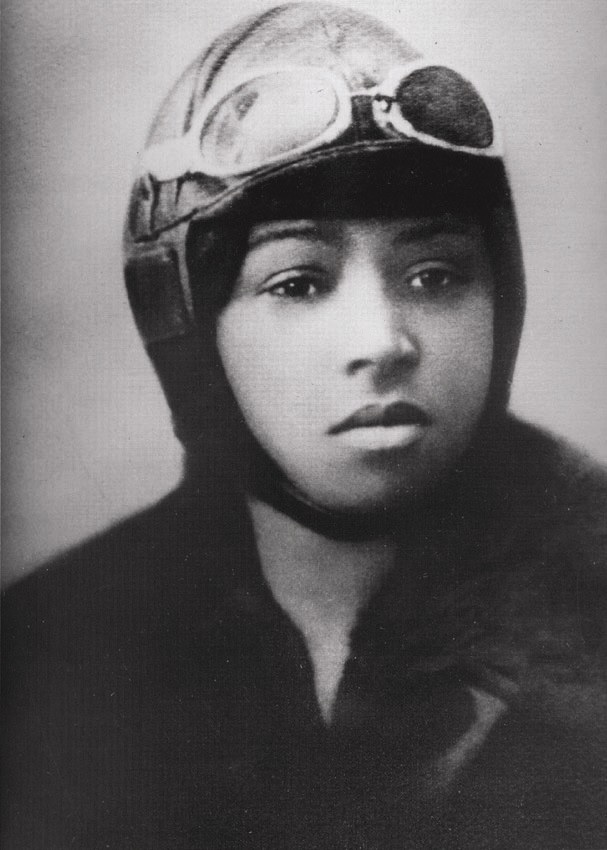
Bessie Colemanová (* 26. leden)

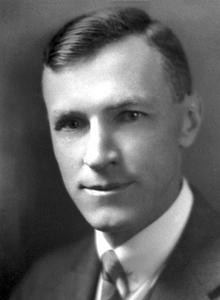
William Parry Murphy (* 6. únor)

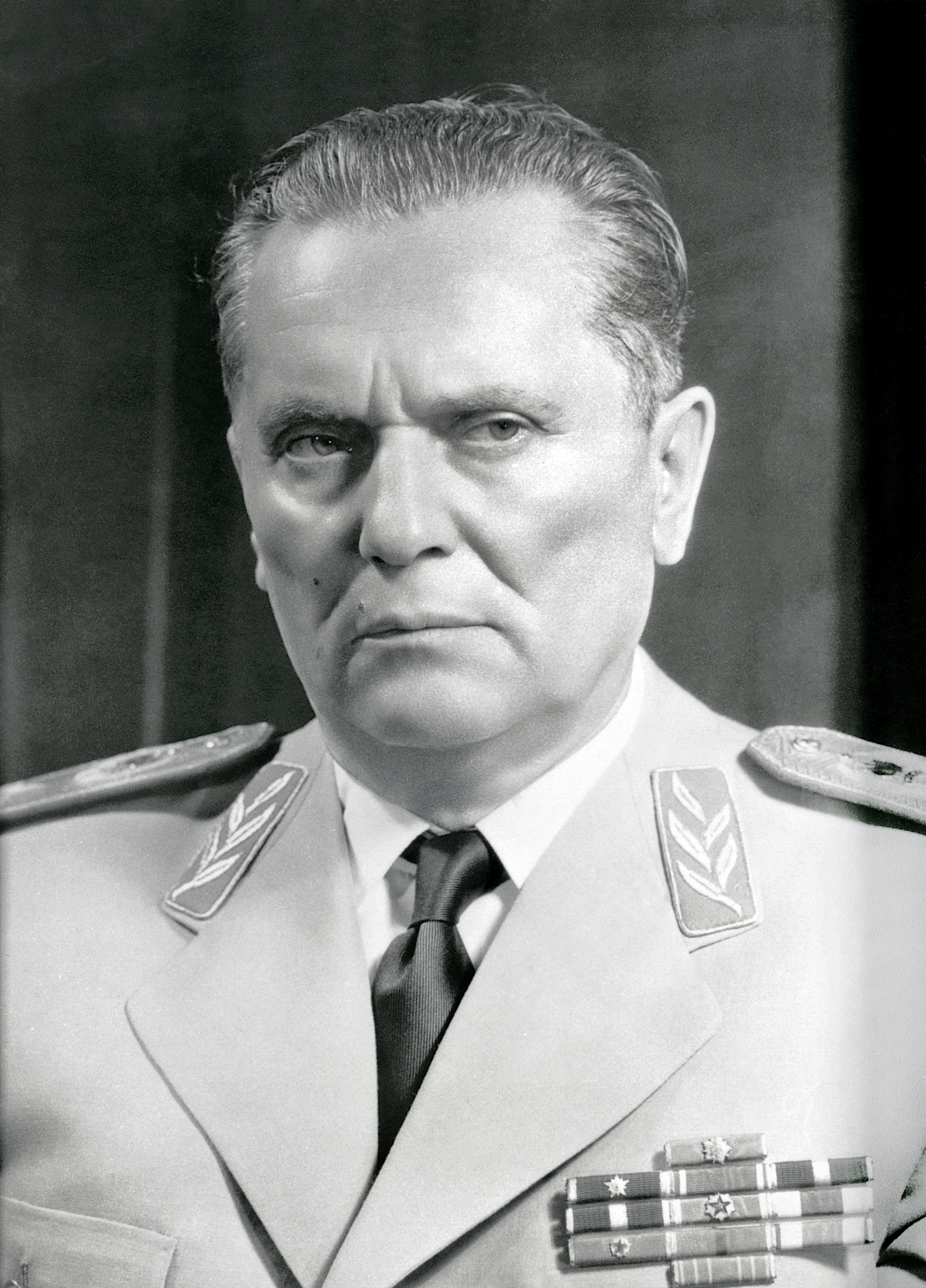
Josip Broz Tito (* 7. květen)

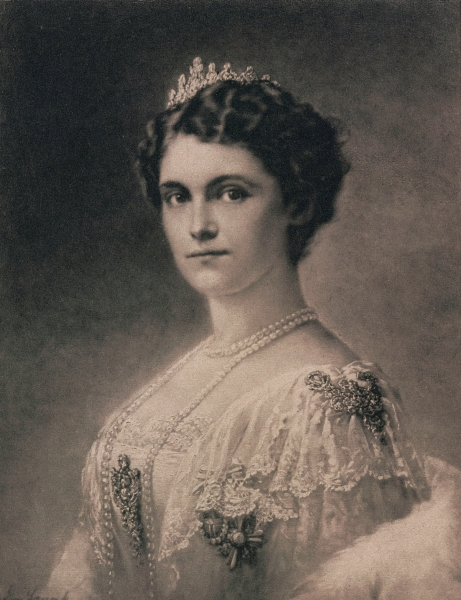
Zita Bourbonsko-Parmská (* 9. květen)

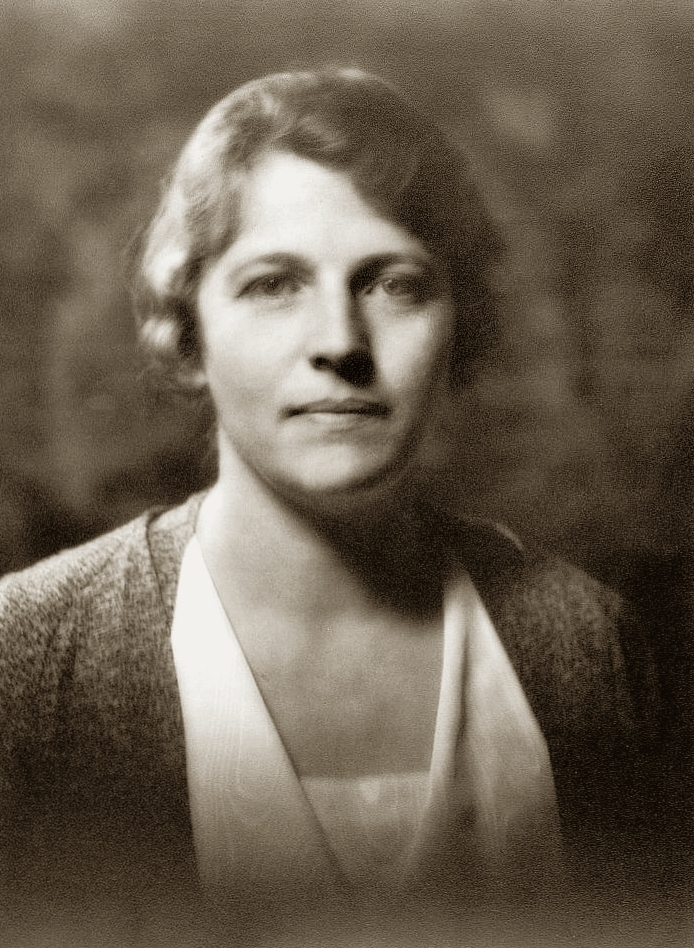
Pearl S. Bucková (* 26. červen)

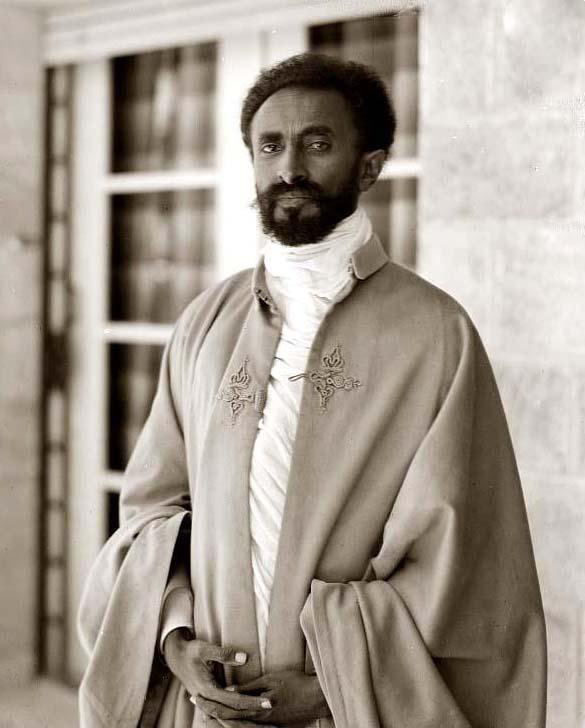
Haile Selassie I. (* 23. červenec)

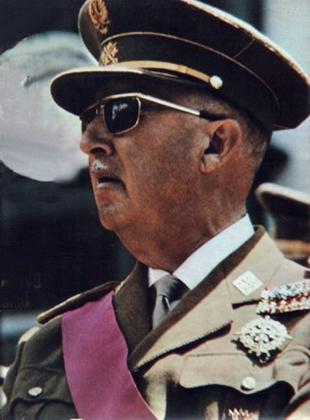
Francisco Franco (4. prosinec)

- 1. ledna – Mahidol Adunjadét, thajský princ († 24. září 1929)
- 2. ledna – Zoltán Lajos Meszlényi, maďarský katolický duchovní a mučedník († 4. března 1951)
- 3. ledna – John Ronald Reuel Tolkien, anglický spisovatel a filolog († 2. září 1973)
- 10. ledna – Melchior Wańkowicz, polský spisovatel a novinář († 10. září 1974)
- 14. ledna – Martin Niemöller, německý protestantský teolog († 6. března 1984)
- 17. ledna – Iosif Berman, rumunský fotograf a žurnalista († 17. září 1941)
- 18. ledna – Oliver Hardy, americký komik († 7. srpna 1957)
- 22. ledna – Marcel Dassault, francouzský letecký průmyslník, konstruktér a politik († 17. dubna 1986)
- 25. ledna – Takeo Takagi, viceadmirál Japonského císařského námořnictva († 8. července 1944)
- 26. ledna – Bessie Colemanová, první pilotka v USA († 30. dubna 1926)
- 27. ledna
  - Alžběta Františka Rakousko-Toskánská, rakouská arcivévodkyně a toskánská princezna († 29. ledna 1930)
  - Wilhelm Hillebrand, autor teplotní metody přirozeného plánování rodičovství († 19. července 1959)
  - Mehisti Kadınefendi, třetí manželka osmanského sultána Abdulmecida II. († 1964)
- 28. ledna
  - Fjodor Raskolnikov, sovětský bolševický velitel a diplomat († 12. září 1939)
  - Ernst Lubitsch, německý filmový režisér († 30. listopadu 1947)
- 29. ledna – Otto Schubert, německý malíř († 1970)
- 30. ledna – Friedrich Heiler, německý religionista a filozof náboženství († 18. dubna 1967)
- 2. února – Valerian Pavlovič Pravduchin, ruský spisovatel († 28. srpna 1938)
- 4. února
  - Ján Hrušovský, slovenský spisovatel († 7. března 1975)
  - Andreu Nin, katalánský revolucionář († 22. června 1937)
- 5. února – František Valentin, slovenský chemik († 27. ledna 1966)
- 6. února
  - Maximilian Fretter-Pico, generál dělostřelectva německého Wehrmachtu († 4. dubna 1984)
  - William Parry Murphy, americký lékař, Nobelova cena za fyziologii a medicínu 1934 († 9. října 1987)
- 8. února – Ludwig Ferdinand Clauß, antropolog, psycholog a rasový teoretik nacistického Německa († 13. ledna 1974)
- 9. února – Eduard Nécsey, nitranský sídelní biskup († 19. června 1968)
- 15. února
  - Ján Valašťan Dolinský, slovenský skladatel, sběratel lidových písní a esperantista († 2. března 1965)
  - Nickolas Muray, maďarsko-americký fotograf a olympijský šermíř († 2. listopadu 1965)
- 17. února – Josip Slipyj, řeckokatolický arcibiskup a kardinál († 7. září 1984)
- 21. února – Harry Stack Sullivan, americký psychiatr a psycholog († 15. ledna 1949)
- 29. února – Vilmos Apor, maďarský šlechtic, katolický duchovní a mučedník († 2. dubna 1945)
- 4. března – Jurij Wjela, lužickosrbský učitel a spisovatel († 6. dubna 1969)
- 7. března – Jozef Turanec, generál slovenské armády během druhé světové války († 9. března 1957)
- 8. března – Mississippi John Hurt, americký bluesový kytarista, zpěvák a farmář († 2. listopadu 1966)
- 9. března
  - Mátyás Rákosi, premiér Maďarské lidové republiky († 5. února 1971)
  - Vita Sackville-Westová, britská spisovatelka († 2. června 1962)
- 10. března – Arthur Honegger, švýcarský hudební skladatel († 27. listopadu 1955)
- 16. března
  - César Vallejo, peruánský spisovatel († 15. dubna 1938)
  - Nikolaj Kondraťjev, sovětský ekonom († 17. září 1938)
- 17. března – Pol Cassel, německý malíř († 9. září 1945)
- 18. března – Hjalmar Fridolf Siilasvuo, finský generál († 11. ledna 1947)
- 29. března – József Mindszenty, arcibiskup ostřihomský, politický vězeň nacismu i komunismu († 6. května 1975)
- 30. března
  - Stefan Banach, polský matematik († 31. srpna 1945)
  - Johannes Pääsuke, estonský fotograf a filmař († 8. ledna 1918)
  - Erwin Panofsky, německý historik umění († 14. března 1968)
- 4. dubna – Karl Wilhelm Reinmuth, německý astronom († 6. května 1979)
- 5. dubna – Peder Christian Andersen, norský sportovní funkcionář, rozhodčí a novinář († 12. března 1964)
- 7. dubna – Albin Kaasinen, finský sochař († 3. března 1970)
- 8. dubna – Richard Neutra, rakousko-americký architekt († 16. dubna 1970)
- 12. dubna – Henry Darger, americký spisovatel a výtvarník († 13. dubna 1973)
- 13. dubna – Arthur Travers Harris, velitel bombardovacího letectva Royal Air Force († 5. dubna 1984)
- 14. dubna – Vere Gordon Childe, australský archeolog, historik a lingvista († 19. října 1957)
- 15. dubna
  - Corrie ten Boom, holandská spisovatelka, titul Spravedlivý mezi národy († 15. dubna 1983)
  - Theo Osterkamp, německý stíhací pilot († 2. ledna 1975)
- 18. dubna – Bolesław Bierut, polský komunistický politik, předseda vlády († 12. března 1956)
- 19. dubna – Germaine Tailleferre, francouzská skladatelka († 7. listopadu 1983)
- 24. dubna – Sami Gabra, egyptský egyptolog a koptolog († 19. května 1979)
- 25. dubna – Giuseppe Maria Palatucci, katolický biskup, zachránce Židů před holokaustem († 31. března 1961)
- 28. dubna – Zinovij Davydov, ruský sovětský spisovatel († 7. října 1957)
- 3. května
  - Stanisław Sosabowski, polský generál za druhé světové války († 25. září 1967)
  - George Paget Thomson, britský fyzik, nositel Nobelovy ceny 1937 († 10. září 1975)
- 5. května – Dorothy Garrodová, britská archeoložka († 18. prosince 1968)
- 7. května
  - Ivan Šubašić, předseda exilové jugoslávské vlády († 22. března 1955)
  - Josip Broz Tito, prezident Socialistické federativní republiky Jugoslávie († 4. května 1980)
- 8. května – Arnold Hauser, maďarský historik a sociolog umění († 28. ledna 1978)
- 9. května – Zita Bourbonsko-Parmská, poslední císařovna rakouská, královna česká a uherská († 14. března 1989)
- 14. května – Kaarlo Mäkinen, finský zápasník, olympijský vítěz († 11. května 1980)
- 18. května – Ezio Pinza, italský operní zpěvák – bas († 9. května 1957)
- 28. května – Sepp Dietrich, německý generál, velitel Hitlerovy osobní stráže († 21. dubna 1966)
- 29. května – Max Brand, americký spisovatel westernů († 12. května 1944)
- 31. května
  - Konstantin Paustovskij, ruský a sovětský spisovatel († 14. července 1968)
  - Gregor Strasser, německý nacistický politik († 30. června 1934)
- 1. června – Amanulláh, afghánský král († 25. dubna 1960)
- 8. června – Nikolaj Nikolajevič Polikarpov, sovětský letecký konstruktér († 30. července 1944)
- 12. června
  - Bruno Schulz, polský spisovatel, literární kritik, malíř a grafik († 19. prosince 1942)
  - Ferdinand Schörner, velitel německé armády Protektorátu Čechy a Morava († 2. července 1973)
- 16. června
  - Lupino Lane, britský herec, zpěvák a tanečník († 10. listopadu 1959)
  - Josep Llorens i Artigas, katalánský keramik a umělecký kritik († 11. prosince 1980)
- 18. června – Ján Borodáč, slovenský herec, dramatik, divadelní režisér a pedagog († 18. února 1964)
- 21. června – Reinhold Niebuhr, americký protestantský teolog a politický filozof († 1. června 1971)
- 23. června – Mieczysław Horszowski, polský klavírista († 22. května 1993)
- 26. června – Pearl S. Bucková, americká spisovatelka, nositelka Nobelovy ceny za literaturu († 6. března 1973)
- 28. června – Edward Carr, anglický diplomat, historik a politolog († 3. listopadu 1982)
- 1. července – James M. Cain, americký spisovatel a novinář († 27. října 1977)
- 2. července – Boris Hagelin, švédský vynálezce šifrovacích strojů († 7. září 1983)
- 6. července – Willy Coppens, nejúspěšnější belgický stíhací pilot první světové války († 21. prosince 1986)
- 8. července – Dion O'Banion, irsko-americký gangster († 10. listopadu 1924)
- 13. července – Jonni Myyrä, finský olympijský vítěz v hodu oštěpem († 22. ledna 1955)
- 15. července – Walter Benjamin, německý literární kritik, filosof a překladatel († 26. září 1940)
- 18. července – Arthur Friedenreich, brazilský fotbalista zvaný El Tigre († 6. září 1969)
- 22. července – Arthur Seyß-Inquart, rakouský spolkový kancléř, nacista († 16. října 1946)
- 23. července – Haile Selassie I., etiopský císař († 27. srpna 1975)
- 1. srpna – Rjúnosuke Akutagawa, japonský spisovatel († 24. července 1927)
- 9. srpna – Shiyali Ramamrita Ranganathan, indický matematik a knihovník († 27. září 1972)
- 11. srpna
  - Władysław Anders, hlavní velitel polských ozbrojených sil v letech 1944–1945 († 12. května 1970)
  - Eidži Jošikawa, japonský spisovatel historických románů († 7. září 1962)
- 14. srpna – Kaikhosru Shapurji Sorabji, britský hudební skladatel, kritik, klavírista a spisovatel († 15. října 1988)
- 15. srpna
  - Ivan Vasiljevič Boldin, sovětský generál († 28. března 1965)
  - Louis de Broglie, francouzský fyzik, nositel Nobelovy ceny († 19. března 1987)
- 17. srpna – Tamon Jamaguči, admirál japonského císařského námořnictva († 5. června 1942)
- 4. září
  - Darius Milhaud, francouzský hudební skladatel a pedagog († 22. června 1974)
  - Helmuth Plessner, německý filosof a sociolog († 12. června 1985)
- 6. září – Edward Victor Appleton, britský fyzik a astronomie, Nobelova cena za fyziku († 21. dubna 1965)
- 10. září – Arthur Holly Compton, americký fyzik, nositel Nobelovy ceny za rok 1927 († 15. března 1962)
- 12. září – Fatma Uliye Sultan, osmanská princezna († 25. ledna 1967)
- 13. září – Viktorie Luisa Pruská, dcera posledního německého císaře Viléma II. († 11. prosince 1980)
- 27. září – Eugen Hoffmann, německý sochař a malíř († 1. července 1955)
- 4. října – Engelbert Dollfuss, rakouský kancléř († 25. července 1934)
- 8. října – Marina Cvětajevová, ruská spisovatelka a básnířka († 31. srpna 1941)
- 9. října – Ivo Andrić, jugoslávský prozaik, básník, esejista a diplomat († 13. března 1975)
- 11. října
  - Jiří Lucemburský, hlava dynastie sasko-meiningenské († 6. ledna 1946)
  - Anton Räderscheidt, německý malíř († 8. března 1970)
- 14. října – Andrej Ivanovič Jeremenko, sovětský vojevůdce († 19. listopadu 1970)
- 16. října – Adolf Ziegler, německý malíř († 18. září 1959)
- 17. října – Theodor Eicke, nacistický generál († 26. února 1943)
- 19. října – Hermann Knaus, rakouský chirurg a gynekolog († 22. srpna 1970)
- 20. října – Branson DeCou, americký fotograf († 12. prosince 1941)
- 26. října – André Chapelon, francouzský konstruktér parních lokomotiv († 22. července 1978)
- 27. října – Alexander Strachwitz, český šlechtic a politik († 30. července 1967)
- 1. listopadu – Alexandr Alexandrovič Aljechin, ruský šachista († 24. března 1946)
- 2. listopadu – Alice Brady, americká herečka († 28. října 1939)
- 5. listopadu – J. B. S. Haldane, britský genetik a evoluční biolog († 1. prosince 1964)
- 8. listopadu – Luigi Abatangelo, italský básník, historik a archeolog († 11. listopadu 1966)
- 9. listopadu – Erich Auerbach, německý filolog a literární kritik († 13. října 1957)
- 16. listopadu
  - Tazio Nuvolari, italský motocyklový a automobilový závodník († 11. srpna 1953)
  - Kuo Mo-žo, čínský spisovatel, archeolog, komunistický politik († 12. června 1978)
- 23. listopadu – Wolfram von den Steinen, německo-švýcarský historik († 20. listopadu 1967)
- 1. prosince – Halldór Stefánsson, islandský spisovatel († 5. ledna 1979)
- 4. prosince – Francisco Franco, nejvyšší představitel Španělska od roku 1939 († 20. listopadu 1975)
- 27. prosince – Elvira de Hidalgo, španělská sopranistka († 21. ledna 1980)

## Úmrtí

### Česko

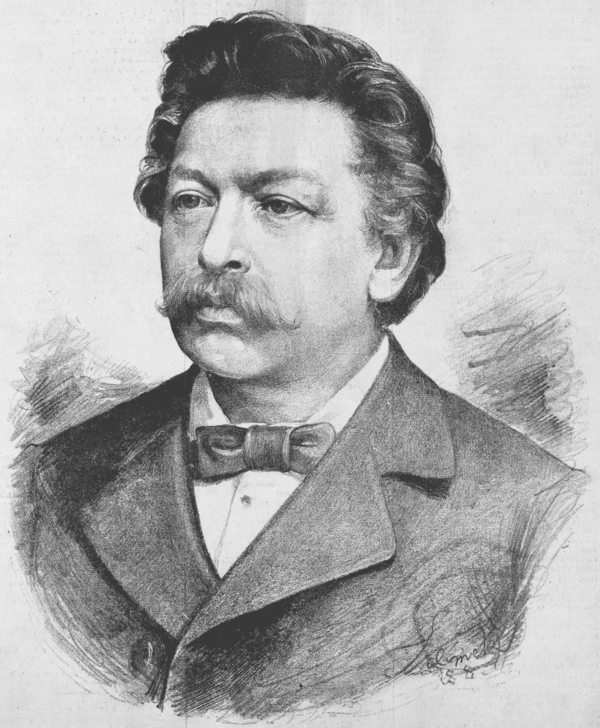
František Zdeněk Skuherský († 19. srpen)

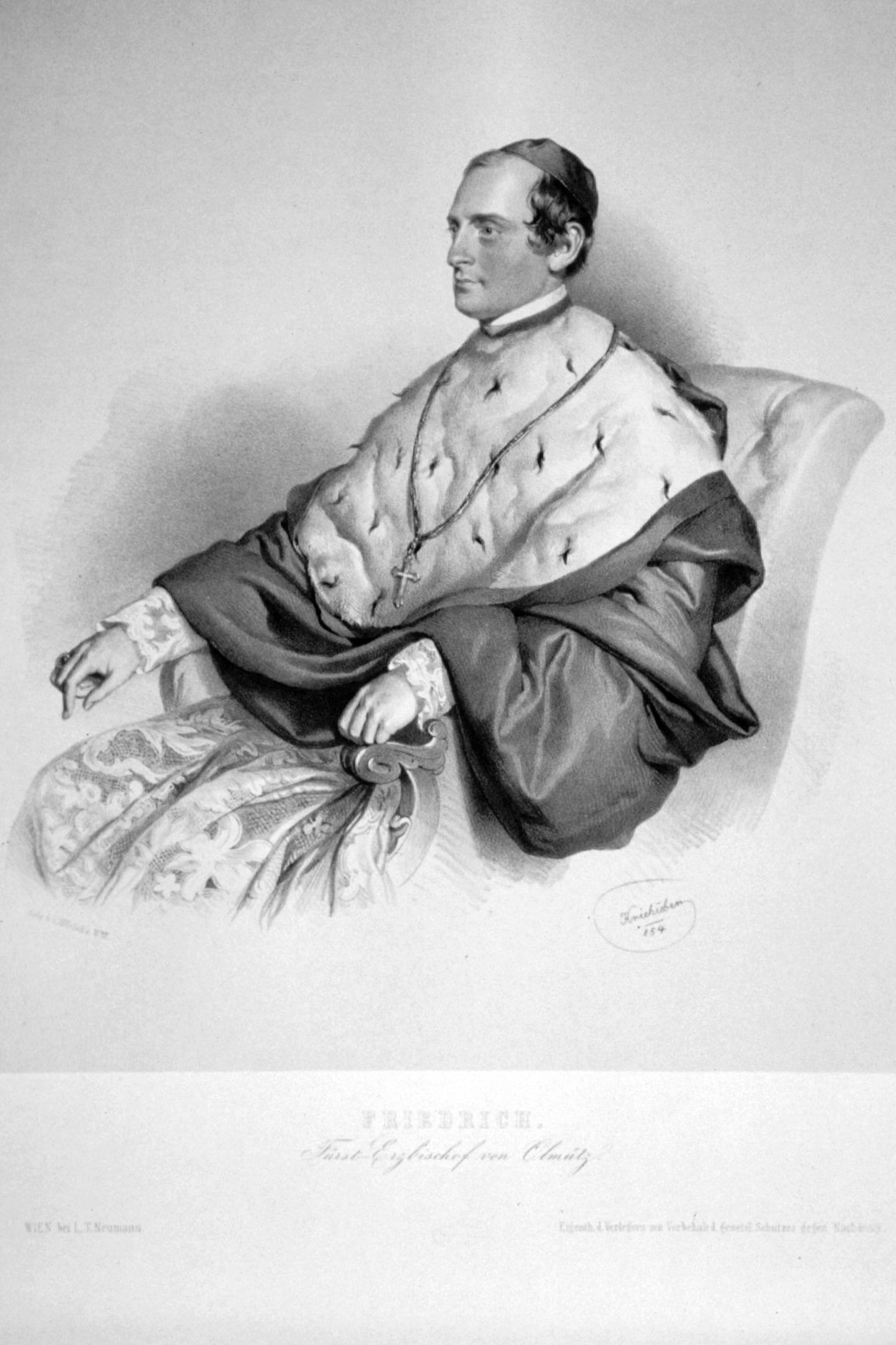
Bedřich z Fürstenberka († 20. srpen)

- 11. ledna – František Schmoranz mladší, český architekt (* 19. listopadu 1845)
- 14. ledna – František Alexandr Zach, český vojenský teoretik, generál srbské armády (* 1. května 1807)
- 16. ledna – Kristian Stefan, český pedagog a politik (* 6. prosince 1819)
- 25. ledna – Ludwig von Schwarzenfeld, poslanec Českého zemského sněmu (* 25. srpna 1828)
- 3. února – Julie Šamberková, česká divadelní herečka (* 11. září 1846)
- 5. února
  - Eduard Orel, rakouský důstojník a polárník (* 5. srpna 1841)
  - Josef Götzl, starosta Karlína, poslanec Českého zemského sněmu (* ? 1820)
- 8. února – Petr Mužák, středoškolský profesor krasopisu a kreslení (* 10. března 1821)
- 16. února – Franz Herrmann, poslanec Českého zemského sněmu (* 5. dubna 1811)
- 22. února – Josef Hasner von Artha, lékař a poslanec Českého zemského sněmu (* 13. srpna 1819)
- 5. března – Jan Rechner, pražský zlatník, klenotník a hodinář (* 27. března 1835)
- 12. března – Matěj Mikšíček, novinář, sběratel lidové tvorby a spisovatel (* 3. února 1815)
- 23. března – František Fridrich, český fotograf (* 21. května 1829)
- 25. března – Adolf Tachezy, český politik německé národnosti, starosta Chebu (* 20. února 1814)
- 26. března
  - Jan Nepomuk Soukop, kněz, básník, folklorista a speleolog (* 10. května 1826)
  - Vilém Barvič, český hudební skladatel (* 1. srpna 1841)
- 10. dubna – Anton Waldert, český právník a politik německé národnosti (* 1823)
- 5. května
  - František Daneš, kněz, pedagog a politik (* 13. července 1807)
  - Jan Nepomuk Škroup, český hudební skladatel (* 15. září 1811)
- 6. května
  - Lev Lerch, český malíř (* 13. srpna 1856)
  - Antonín Porák, český lékař a politik (* 11. června 1815)
- 24. května – Petr Matěj Fischer, mecenáš a smíchovský starosta (* 22. února 1809)
- 19. června – Matěj Havelka, český právník, politik a básník (* 5. května 1809)
- 10. července – František Fiala, český politik, starosta Ústí nad Orlicí (* 11. srpna 1820)
- 21. července – Josef Mikuláš Boleslavský, český tiskař, knihkupec, nakladatel a dramatik (* 2. února 1829)
- 26. července – Hubert Gordon Schauer, český spisovatel, literární kritik a publicista (* 27. října 1862)
- 29. července – Otomar Pravoslav Novák, český paleontolog (* 16. listopadu 1851)
- 11. srpna – Ladislav Stroupežnický, český dramaturg (* 6. ledna 1850)
- 14. srpna – Josef Kořínek, klasický filolog (* 27. května 1829)
- 19. srpna – František Zdeněk Skuherský, český hudební skladatel a pedagog (* 31. července 1830)
- 20. srpna – Bedřich z Fürstenberka, arcibiskup olomoucký a kardinál (* 8. října 1813)
- 28. srpna – Josef Förster, český kantor, varhaník a hudební skladatel (* 31. prosince 1804)
- 26. září – Velebín Urbánek, hudební nakladatel (* 28. července 1853)
- 27. září – Josef Antonín Brousil, český malíř, krajinář (* 7. srpna 1871)
- 24. října
  - Eduard Veselý, sochař, řezbář, restaurátor a pedagog (* 2. února 1817)
  - Antonín Gindely, český historik německého původu (* 3. září 1829)
  - Zdeněk Kolovrat-Krakovský, šlechtic a dramatik (* 6. února 1836)
- 3. listopadu
  - Josef Krofta, poslanec Českého zemského sněmu a starosta Plzně (* 27. února 1845)
  - Emil Herrmann, právník, odborný spisovatel a překladatel (* 6. června 1841)
- 13. listopadu – Kamil Rohan, šlechtic francouzského původu (* 19. prosince 1800)
- 19. prosince – Antonín Jaroslav Vrťátko, český spisovatel (* 29. května 1815)

### Svět

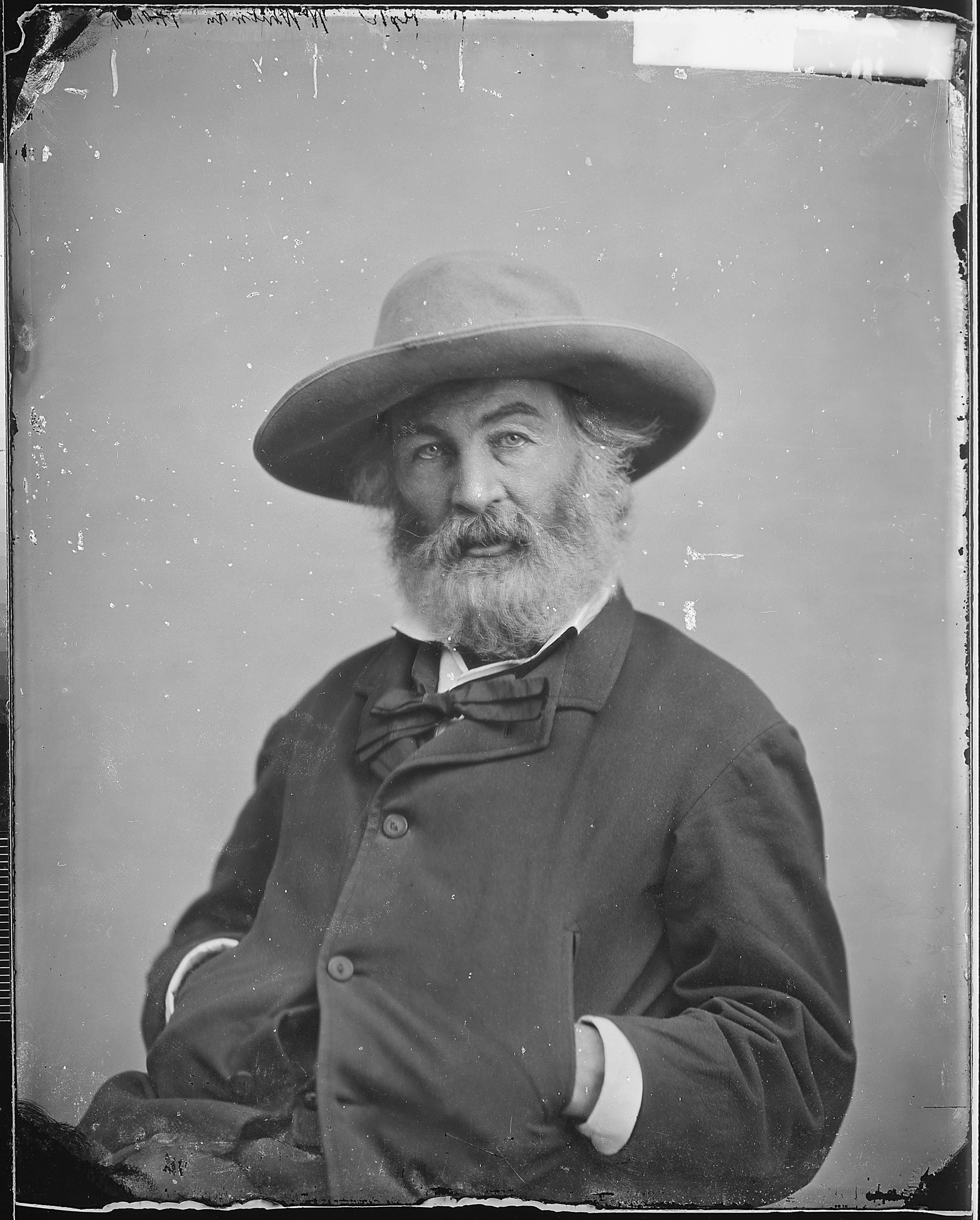
Walt Whitman († 26. březen)

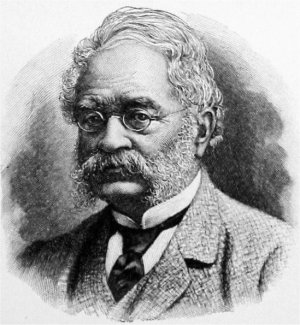
Ernst Werner von Siemens († 6. prosinec

- 2. ledna – George Biddell Airy, anglický matematik (* 27. července 1801)
- 21. ledna – John Couch Adams, britský matematik a astronom (* 5. června 1819)
- 10. ledna – Heinrich Dorn, německý skladatel (* 14. listopadu 1804)
- 14. ledna – Albert Viktor, syn prince waleského Eduarda a dánské princezny Alexandry (* 8. ledna 1864)
- 18. ledna
  - Luis Alfonso y Casanovas, španělský spisovatel a novinář (* 1. června 1845)
  - Karel Salvátor, arcivévoda rakouský a princ toskánský (* 30. dubna 1839)
- 25. ledna – Konstantin Nikolajevič Ruský, syn ruského cara Mikuláše I. (* 21. září 1827)
- 26. ledna – Ludovika Bavorská, bavorská vévodkyně (* 30. srpna 1808)
- 31. ledna – Charles Spurgeon, britský náboženský reformátor, baptista (* 19. června 1834)
- 8. února – Egon Thurn-Taxis, německý šlechtic (* 17. listopadu 1832)
- 16. února – Henry Walter Bates, anglický přírodovědec (* 8. února 1825)
- 7. března – Étienne Arago, francouzský spisovatel a politik (* 9. února 1802)
- 9. března – Sereno Watson, americký botanik (* 1. prosince 1826)
- 13. března – Ludvík IV. Hesenský, hesenský velkovévoda (* 12. září 1837)
- 16. března – Eduard Kullmann, pachatel atentátu na Otto von Bismarcka (* 14. července 1853)
- 21. března – Annibale de Gasparis, italský astronom (* 9. dubna 1819)
- 26. března – Walt Whitman, americký spisovatel (* 31. května 1819)
- 17. dubna – Alexander Mackenzie, premiér Kanady (* 28. ledna 1822)
- 22. dubna – Édouard Lalo, francouzský skladatel (* 27. února 1823)
- 6. května – Ernest Guiraud, francouzský hudební skladatel a pedagog (* 23. června 1837)
- 17. května – György Klapka, maďarský armádní generál a politik (* 7. dubna 1820)
- 29. května – Bahá'u'lláh, íránský zakladatel víry Bahá'í (* 12. listopadu 1817)
- 30. května – Lewis Morris Rutherfurd, americký advokát a astronom (* 25. listopadu 1816)
- 5. června – Robert Rees, velšský operní pěvec – tenorista (* 5. dubna 1841)
- 25. června
  - Jan Czerski, polský geolog, geograf a objevitel Sibiře (* 15. května 1845)
  - Eduard Herbst, ministr spravedlnosti Předlitavska (* 1. prosince 1820)
- 23. srpna – Deodoro da Fonseca, prezident Brazílie (* 5. srpna 1827)
- 29. srpna – Jules Perrot, baletní mistr Carského baletu v Petrohradě (* 18. srpna 1810)
- 7. září – John Greenleaf Whittier, americký kvakerský básník a abolicionista (* 17. prosince 1807)
- 18. září – James Bicheno Francis, anglický inženýr a vynálezce (* 18. května 1815)
- 2. října – Ernest Renan, francouzský filosof a spisovatel (* 27. února 1823)
- 4. října – Thomas William Evans, anglický liberální politik (* 15. dubna 1821)
- 6. října – Alfred Tennyson, anglický básník (* 6. srpna 1809)
- 23. října – Eduard Schnitzer, Mehmed Emin paša, slezský cestovatel, vědec a lékař (* 28. března 1840)
- 25. října – Caroline Harrisonová, manželka 23. prezidenta USA Benjamina Harrisona (* 1. října 1832)
- 30. října – Olga Nikolajevna Romanovová, württemberská královna (* 11. září 1822)
- 26. listopadu – Charles Martial Lavigerie, arcibiskup v Alžíru a kardinál (* 31. října 1825)
- 30. listopadu – Franc Močnik, slovinský matematik (* 1. října 1814)
- 3. prosince – Afanasij Fet, ruský básník (* 5. prosince 1820)
- 6. prosince – Ernst Werner von Siemens, německý vynálezce a průmyslník (* 13. prosince 1816)
- 7. prosince
  - Vladimír Logothetti, rakousko-uherský důstojník, politik (* 4. srpna 1822)
  - Joseph-Philibert Girault de Prangey, francouzský fotograf a kreslíř (* 21. října 1804)
- 18. prosince – Richard Owen, britský přírodovědec, anatom a paleontolog (* 20. července 1804)

## Hlavy států
- České království – František Josef I.
- Papež – Lev XIII.
- Království Velké Británie – Viktorie
- Francouzská republika – Marie François Sadi Carnot
- Uherské království – František Josef I.
- Rakouské císařství – František Josef I.
- Rusko – Alexandr III.
- Prusko – Vilém II. Pruský
- Dánsko – Kristián IX.
- Švédsko – Oskar II.
- Belgie – Leopold II. Belgický
- Nizozemsko – Vilemína Nizozemská
- Řecko – Jiří I. Řecký
- Španělsko – Alfons XIII. Španělský
- Portugalsko – Karel I. Portugalský
- Itálie – Umberto I.
- Osmanská říše – Abdulhamid II.
- USA – Benjamin Harrison
- Japonsko – Meidži